# Bonnieville
Bonnieville é uma cidade localizada no estado americano de Kentucky, no Condado de Hart.

## Demografia
Segundo o censo americano de 2000, a sua população era de 354 habitantes. 
Em 2006, foi estimada uma população de 368, um aumento de 14 (4.0%).

## Geografia
De acordo com o United States Census Bureau tem uma área de 
1,4 km², dos quais 1,4 km² cobertos por terra e 0,0 km² cobertos por água.

## Localidades na vizinhança
O diagrama seguinte representa as localidades num raio de 28 km ao redor de Bonnieville. 